# 프테로클라디오필라과
프테로클라디오필라과(Pterocladiophilaceae)는 진정홍조강 꼬시래기목에 속하는 홍조식물과의 하나이다. 3속 11종으로 이루어져 있다.

## 하위 속
- Gelidiocolax - 8종
- Holmsella - 2종
- 프테로클라디오필라속 (Pterocladiophila) - 유일종 P. hemisphaerica